# Simon Jan Popma
Simon Jan Popma (Den Haag, 19 november 1899 – Amsterdam, 5 februari 1988) was een Nederlands gereformeerd predikant, studentenpastor, geestelijk verzorger en academicus. Hij was door zijn diverse publicaties een bekend voorman in de Gereformeerde Kerken in Nederland.
(GKN). Hij schreef een groot aantal boeken en publicaties over veel onderwerpen, met name rond de christelijke levenshouding, ethiek, kunst en cultuur.

## Carrière
Na een studie aan de Vrije Universiteit te Amsterdam werd Popma predikant in respectievelijk Engwierum (1925), Nieuwendam (1927), Amsterdam-Centrum (1946) en Amsterdam-Zuid (1956). In zijn Amsterdamse periode werd hij achtereenvolgens studentenpredikant en geestelijk verzorger in de Valeriuskliniek, vanuit de Amsterdamse Gereformeerde Kerken. Van 1959 tot 1969 was hij docent pastorale psychologie aan de Rijksuniversiteit te Utrecht en vanaf 1964 lector aan de Vrije Universiteit met als leeropdracht homiletiek, liturgiek en evangelistiek. Een jaar later ging hij met emeritaat.
Popma schreef regelmatig in het dagblad Trouw. Daarnaast schreef hij in diverse week- en maandbladen, zoals in het Nederlands Dagblad. Op Radio Bloemendaal hield hij enige tijd radio-overdenkingen. Naast zijn werk zat hij ook in het bestuur van de stichting Christelijk Cultureel Studiecentrum (CCS) die de Christelijke Academie voor Beeldende Kunsten (CABK, 1978-1986) te Kampen ondersteunde. Hans Rookmaaker zat in dezelfde tijd ook in dit bestuur, vanaf 1964. Beiden waren in die tijd verbonden aan de Vrije Universiteit en beiden waren intensief bezig met de bezinning op christen, kunst en cultuur.

## Enkele publicaties
- Hedendaagsche vragen aangaande de Algemeene Genade, Publicaties van de Reünisten-Organisatie N.D.D.D. No 11, 1939 (brochure)
- De psychologie van een schisma, een poging tot begrijpen (Serie Kerkopbouw - de taak der eenvoudigen), Groningen: Niemeijer, 1945 (brochure)
- De bekoring van de dans, Groningen: J.Niemeijer's Uitgeverij, 1946
- Geloof en humor, Kampen: J.H.Kok N.V., 1946
- Tusschen twee oorlogen. Kampen: Kok, 1947 (paperback)
- (met anderen) Onze houding tegenover bioscoop en film, Rotterdam: Donner, 1947
- Modern Levensgevoel, Aalten: De Graafschap, 1950, 2e druk
- Spanningen. Een beschouwing over relativisme en radicalisme in het gereformeerde leven, Amsterdam: H.A. van Bottenburg N.V., 1951
- Het gezegende leven. Een confrontatie met de brief aan Efeze, Baarn: Bosch & Keuning, 1951
- Graham Greene en het Rooms-Katholicisme, 's-Gravenhage: Willem de Zwijgerstichting, 1959
- Francois Mauriac en het Rooms-Katholicisme, 'S-Gravenhage: Willem de Zwijgerstichting, 1960
- De lastendrager. Joodse vroomheid in de moderne literatuur (reeks geschriften Verkenning en Bezinning), Kampen: Kok, 1970 (brochure)
- Isolement en secularisatie, Joodse vroomheid in de spiegel van de jongere Joods-Amerikaanse literatuur (Reeks Verkenning en Bezinning), Kampen: Kok, 1974 (brochure)
- (met H.E.S.Woldring) Monniken en moordenaars. Het dubbelganger-motief in het mensbeeld van Dostojewski, Amsterdam: Buijten en Schipperheijn, 1979
- “Ik ben er toch!” - serie Pastorale Handreiking nr. 13, Den Haag: Uitgeverij Voorhoeve, 1979
- boekhoofdstuk in S.U. Zuidema e.a., Baanbrekers van het Humanisme, Franeker: Wever, 1959 (hoofdstuk over Erasmus)
- boekhoofdstuk in S.U. Zuidema e.a., Denkers van deze tijd, Franeker: Wever, 1957 (3 delen, Deel 2, hoofdstuk over Dostojewski)
- boekhoofdstuk in De homoseksuele naaste, 1961 (titel: 'Ongevraagd advies')

- Digitale Bibliotheek voor de Nederlandse Letteren: popm005
- International Standard Name Identifier: 0000 0000 5354 2648
- Library of Congress Control Number: no2006120942
- Nederlandse Thesaurus van Auteursnamen: 072289333
- Virtual International Authority File: 4695223